# Línea SE854 (EMT Madrid)
El Servicio Especial (S.E.) codificado como SE854, que a efectos de numeración interna es la línea 854, de la EMT de Madrid unió la Gran Vía de Villaverde con Atocha entre el 10 y el 12 de julio de 2025.

## Características
Esta línea gratuita unió la Gran Vía de Villaverde con Atocha, con parada intermedia de descenso en Legazpi, para facilitar los desplazamientos de vuelta desde el festival Mad Cool.
Su dotación máxima fue de 11 autobuses articulados.

### Frecuencias
| Noche del 10 al 11 de julio y del 12 al 13 de julio |                 |
| De 00:30 a 03:30                                    | cada 10 minutos |
| Noches del 11 al 12 de julio                        |                 |
| De 01:00 a 03:30                                    | cada 10 minutos |

## Paradas
| Código | Parada             | Conexiones con Metro y Cercanías |
| ------ | ------------------ | -------------------------------- |
| 5964   | Villaverde         |                                  |
| 1171   | Legazpi            | Legazpi                          |
| 5853   | Estación de Atocha | Atocha                           |